# باشگاه فوتبال بی‌بی‌سی‌یو
باشگاه فوتبال بی‌بی‌سی‌یو که به طور کامل با نام باشگاه فوتبال بیگ بنگ چولا یونایتد شناخته می‌شود یک باشگاه فوتبال حرفه‌ای تایلندی منحل شده است که در بانکوک، تایلند مستقر است و متعلق به مونتری سووانوی می‌باشد. این باشگاه که در سال ۱۹۷۶ با نام "تیم فوتبال بنگتوئی" تأسیس شد، بارها نام خود را تغییر داد تا اینکه سرانجام در سال ۲۰۱۱ به "بی‌بی‌سی‌یو" تبدیل شد.